# Усмынское
Усмынское — озеро в Долговицкой волости Куньинского района Псковской области.
Площадь — 7,58 км² (758,0 га; с островами — 7,75 км² или 775,0 га). Максимальная глубина — 5,6 м, средняя глубина — 2,9 м. Имеется 7 островов общей площадью 17 га.
На берегу озера расположены деревни: Усмынь, Бараново, Титово, Холм.
Проточное. Относится к бассейну реки Усвяча, притока реки Западная Двина. Усвяча впадает на юго-востоке, а вытекает на северо-западе озера.
Тип озера лещово-судачий. Массовые виды рыб: Щука, плотва, окунь, лещ, судак, густера, ерш, красноперка, синец, уклея, налим, язь, пескарь, вьюн, щиповка, карась, линь; а также раки (единично).
Для озера характерно: крутые, отлогие и низкие с заболоченными участками берега, неровное дно (нальи, ямы), в центре — ил, заиленный песок, песок, камни, в литорали — песок, глина, песок с галькой, камни, заиленный песок, в прибрежье — леса, луга, поля, болото.